# Puccinia polypogonis
Puccinia polypogonis ist eine Ständerpilzart aus der Ordnung der Rostpilze (Pucciniales). Der Pilz ist ein Endoparasit von Polypogon-Süßgräsern. Symptome des Befalls durch die Art sind Rostflecken und Pusteln auf den Blattoberflächen der Wirtspflanzen. Sie kommt im südlichen Amerika und Afrika vor.

## Merkmale

### Makroskopische Merkmale
Puccinia polypogonis ist mit bloßem Auge nur anhand der auf der Oberfläche des Wirtes hervortretenden Sporenlager zu erkennen. Sie wachsen in Nestern, die als gelbliche bis braune Flecken und Pusteln auf den Blattoberflächen erscheinen.

### Mikroskopische Merkmale
Das Myzel von Puccinia polypogonis wächst wie bei allen Puccinia-Arten interzellulär und bildet Saugfäden, die in das Speichergewebe des Wirtes wachsen. Aecien oder Spermogonien der Art sind nicht bekannt. Die zimtbraunen Uredien des Pilzes wachsen meist unterseitig auf den Wirtsblättern. Ihre goldenen bis zimtbraunen Uredosporen sind 24–28 × 22–26 µm groß, eiförmig bis ellipsoid und fein stachelwarzig. Die blattunterseitig wachsenden Telien der Art sind schwarzbraun, pulverig und früh offenliegend. Die tief goldbraunen Teliosporen sind zweizellig, breit keulenförmig bis ellipsoid und 40–45 × 20–24 µm groß. Ihre Stiele sind farblos bis bräunlich und bis zu 70 µm lang.

## Verbreitung
Das bekannte Verbreitungsgebiet von Puccinia polypogonis umfasst Südamerika und Südafrika.

## Ökologie
Die Wirtspflanzen von Puccinia polypogonis sind Polypogon chilensis, P. interruptus und P. monspeliensis. Der Pilz ernährt sich von den im Speichergewebe der Pflanzen vorhandenen Nährstoffen, seine Sporenlager brechen später durch die Blattoberfläche und setzen Sporen frei. Die Art verfügt über einen Entwicklungszyklus, von dem bislang lediglich Telien und Uredien sowie deren Wirt bekannt sind; Spermogonien und Aecien konnten dem Pilz nicht zugeordnet werden.